# La Tembladera
La Tembladera es un humedal ubicado en sur de Ecuador, en la provincia de El Oro. Tiene una extensión total de 1,471. 19 hectáreas que abarca la superficie acuática y terrestre y funciona como área de almacenamiento de agua. El lugar fue designado sitio Ramsar en el 2011.
La vegetación está compuesta de especies como Pistia  stratoides, Eichhornia crassipes y Thypha latifolia. Este tipo de vegetación funciona como depurador del agua, alimento y refugio de peces. El lugar es hábitat de especies de invertebrados Cherax quadricarinatus y Macrobrachium sp., peces como Tilapia mossambica, Aequidens rivulatus, Hoplias microlepis; y aves.